# Liste von Bahnhöfen in Rumänien
Der rumänische Infrastrukturbetreiber Compania Națională de Căi Ferate (CFR) betreibt im 20.000 km langen Schienennetz über 1.700 Personen-, Güter- und Rangierbahnhöfe. In der Liste von Bahnhöfen in Rumänien sind die Bahnhöfe der höchsten Bahnhofskategorie Grad I dargestellt.
In der Spalte Besonderheit bedeuten (P) = nur Personenverkehr und (G) = nur Güterverkehr. Alle anderen Bahnhöfe sind für Personen- und Güterverkehr geeignet.
| Name                          | Stadt                 | CFR-Region | Eröffnet | Besonderheit                    | Bahnstrecke | Bild |
| ----------------------------- | --------------------- | ---------- | -------- | ------------------------------- | --- | ---- |
| Bahnhof Brazi                 | Brazi                 | Bukarest   |          |                                 | Bahnstrecke București–Galați–Roman |      |
| Bahnhof București Basarab     | Bukarest              | Bukarest   |          |                                 | |      |
| Bahnhof București Grivita     | Bukarest              | Bukarest   |          |                                 | |      |
| Bahnhof București Nord        | Bukarest              | Bukarest   |          | Kopfbahnhof mit 14 Gleisen, (P) | Bahnstrecke București–Giurgiu Nord–Giurgiu Bahnstrecke București–Galați–Roman                                                                                           |      |
| Bahnhof București Triaj       | Bukarest              | Bukarest   |          | (G)                             | |      |
| Bahnhof Chitila               | Chitila               | Bukarest   |          |                                 | Bahnstrecke București–Galați–Roman |      |
| Bahnhof Giurgiu               | Giurgiu               | Bukarest   |          |                                 | Bahnstrecke București–Giurgiu Nord–Giurgiu |      |
| Bahnhof Mogoșoaia             | Mogoșoaia             | Bukarest   |          |                                 | |      |
| Bahnhof Ploiești Est          | Ploiești              | Bukarest   |          |                                 | |      |
| Bahnhof Ploiești Sud          | Ploiești              | Bukarest   |          |                                 | |      |
| Bahnhof Ploiești Triaj        | Ploiești              | Bukarest   |          |                                 | |      |
| Bahnhof Târgoviștej           | Târgoviște            | Bukarest   |          |                                 | |      |
| Bahnhof Berbești              | Berbești              | Craiova    |          |                                 | |      |
| Bahnhof Bradu de Sus          | Bradu                 | Craiova    |          |                                 | |      |
| Bahnhof Caracal               | Caracal               | Craiova    |          |                                 | |      |
| Bahnhof Cernele               | Craiova               | Craiova    |          |                                 | |      |
| Bahnhof Craiova               | Craiova               | Craiova    |          |                                 | |      |
| Bahnhof Drobeta Turnu Severin | Drobeta Turnu Severin | Craiova    |          |                                 | |      |
| Bahnhof Golești               | Ștefănești            | Craiova    |          |                                 | |      |
| Bahnhof Ișalnița              | Ișalnița              | Craiova    |          |                                 | |      |
| Bahnhof Motru Est             | Motru                 | Craiova    |          |                                 | |      |
| Bahnhof Piatra Olt            | Piatra-Olt            | Craiova    |          |                                 | |      |
| Bahnhof Pitești               | Pitești               | Craiova    |          |                                 | |      |
| Bahnhof Rogojelu              | Rovinari              | Craiova    |          |                                 | |      |
| Bahnhof Roșiorii Nord         | Roșiorii de Vede      | Craiova    |          |                                 | |      |
| Bahnhof Târgu Jiu             | Târgu Jiu             | Craiova    |          |                                 | |      |
| Bahnhof Turceni               | Turceni               | Craiova    |          |                                 | |      |
| Bahnhof Arad                  | Arad                  | Timișoara  |          |                                 | |      |
| Bahnhof Caransebeș            | Caransebeș            | Timișoara  |          |                                 | |      |
| Bahnhof Curtici               | Curtici               | Timișoara  |          | Grenzbahnhof                    | |      |
| Bahnhof Deva                  | Deva                  | Timișoara  |          |                                 | |      |
| Bahnhof Ilia                  | Ilia                  | Timișoara  |          |                                 | |      |
| Bahnhof Lugoj                 | Lugoj                 | Timișoara  |          |                                 | |      |
| Bahnhof Mintia                | Vețel                 | Timișoara  |          |                                 | |      |
| Bahnhof Petroșani             | Petroșani             | Timișoara  |          |                                 | |      |
| Bahnhof Reșița Nord           | Reșița                | Timișoara  |          |                                 | |      |
| Bahnhof Simeria               | Simeria               | Timișoara  |          |                                 | |      |
| Bahnhof Simeria Triaj         | Simeria               | Timișoara  |          |                                 | |      |
| Bahnhof Timișoara Nord        | Timișoara             | Timișoara  | 1857     |                                 | |      |
| Bahnhof Timișoara Sud         | Timișoara             | Timișoara  |          |                                 | |      |
| Bahnhof Baia Mare             | Baia Mare             | Cluj       |          |                                 | |      |
| Bahnhof Bistrița Nord         | Bistrița              | Cluj       |          |                                 | |      |
| Bahnhof Câmpia Turzii         | Câmpia Turzii         | Cluj       |          |                                 | |      |
| Bahnhof Carei                 | Carei                 | Cluj       |          |                                 | |      |
| Bahnhof Cluj-Napoca           | Cluj-Napoca           | Cluj       | 1870     |                                 | |      |
| Bahnhof Cluj-Napoca Est       | Cluj-Napoca           | Cluj       |          |                                 | |      |
| Bahnhof Dej Triaj             | Dej                   | Cluj       |          |                                 | |      |
| Bahnhof Episcopia Bihor       | Oradea                | Cluj       |          | Grenzbahnhof                    | |      |
| Bahnhof Halmeu                | Halmeu                | Cluj       |          | Grenzbahnhof                    | |      |
| Bahnhof Jibou                 | Jibou                 | Cluj       |          |                                 | |      |
| Bahnhof Oradea                | Oradea                | Cluj       |          |                                 | |      |
| Bahnhof Satu Mare             | Satu Mare             | Cluj       |          |                                 | |      |
| Bahnhof Zalău Nord            | Zalău                 | Cluj       |          |                                 | |      |
| Bahnhof Alba Iulia            | Alba Iulia            | Brasov     |          |                                 | |      |
| Bahnhof Brașov                | Brașov                | Brasov     |          |                                 | Bahnstrecke Brașov–Făgăraș Bahnstrecke Teiuș–Brașov Bahnstrecke Brașov–Zărnești Bahnstrecke Brașov–Sfântu Gheorghe–Târgu Secuiesc Bahnstrecke Brașov–Întorsura Buzăului |      |
| Bahnhof Brașov Triaj          | Brașov                | Brasov     |          | (G)                             | Bahnstrecke Brașov–Sfântu Gheorghe–Târgu Secuiesc |      |
| Bahnhof Coșlariu              | Coșlariu Nou          | Brasov     |          |                                 | |      |
| Bahnhof Făgăraș               | Făgăraș               | Brasov     |          |                                 | |      |
| Bahnhof Sfântu Gheorghe       | Sfântu Gheorghe       | Brasov     |          |                                 | |      |
| Bahnhof Sibiu                 | Sibiu                 | Brasov     |          |                                 | |      |
| Bahnhof Siculeni              | Siculeni              | Brasov     |          |                                 | |      |
| Bahnhof Sighișoara            | Sighișoara            | Brasov     |          |                                 | |      |
| Bahnhof Teiuș                 | Teiuș                 | Brasov     |          |                                 | |      |
| Bahnhof Târgu Mureș           | Târgu Mureș           | Brasov     |          |                                 | |      |
| Bahnhof Bacău                 | Bacău                 | Iasi       |          |                                 | |      |
| Bahnhof Bârlad                | Bârlad                | Iasi       |          |                                 | |      |
| Bahnhof Dornești              | Dornești              | Iasi       |          |                                 | |      |
| Bahnhof Iași                  | Iași                  | Iasi       |          |                                 | |      |
| Bahnhof Pașcani               | Pașcani               | Iasi       |          |                                 | |      |
| Bahnhof Roman                 | Roman                 | Iasi       |          |                                 | Bahnstrecke București–Galați–Roman |      |
| Bahnhof Socola                | Iași                  | Iasi       |          |                                 | |      |
| Bahnhof Suceava               | Suceava               | Iasi       |          |                                 | |      |
| Bahnhof Suceava Nord          | Suceava               | Iasi       |          |                                 | |      |
| Bahnhof Suceava Vest          | Suceava               | Iasi       |          |                                 | |      |
| Bahnhof Adjud                 | Adjud                 | Galati     |          |                                 | |      |
| Bahnhof Barbosi Triaj         | Galați                | Galati     |          |                                 | Bahnstrecke București–Galați–Roman |      |
| Bahnhof Buzău                 | Buzău                 | Galati     |          |                                 | |      |
| Bahnhof Făurei                | Făurei                | Galati     |          |                                 | Bahnstrecke București–Galați–Roman |      |
| Bahnhof Focșani               | Focșani               | Galati     |          |                                 | |      |
| Bahnhof Galați Mărfuri        | Galați                | Galati     |          |                                 | Bahnstrecke Bender–Galați |      |
| Bahnhof Tecuci                | Tecuci                | Galati     |          | (P)                             | Bahnstrecke București–Galați–Roman |      |
| Bahnhof Călărași Sud          | Călărași              | Constanta  |          |                                 | |      |
| Bahnhof Ciulnița              | Dragalina             | Constanta  |          |                                 | |      |
| Bahnhof Constanța             | Constanța             | Constanta  |          | (P)                             | |      |
| Bahnhof Constanța Port Mol 5  | Constanța             | Constanta  |          | (G)                             | |      |
| Bahnhof Fetești               | Fetești               | Constanta  |          |                                 | |      |
| Bahnhof Medgidia              | Medgidia              | Constanta  |          |                                 | |      |
| Bahnhof Palas                 | Constanța             | Constanta  |          |                                 | |      |